# 里斯本鱷屬
里斯本鱷屬（屬名：Lisboasaurus）是中生代鱷形超目的一屬，是種小型動物，身長約40公分。化石的保存狀態不良好，只有牙齒與下頜碎片。目前已經有兩個種被敘述。里斯本鱷曾被認為是中侏儸紀的初鳥類、傷齒龍科、蛇蜥類（ Anguimorph）的蜥蜴。兩個種目前都被歸類於鱷形超目，其中一種則被歸類於盧西塔尼鱷。
在1960年代，柏林自由大學的古生物學家在葡萄牙萊里亞附近的Guimarota褐煤礦找到新的脊椎動物化石地點。在1991年，Milner與Evans將這個褐煤礦的年代，定年於中侏儸紀巴統階到晚侏儸紀牛津階。在2004年，Schwarz與Fechner則將該地區，定年為晚侏儸紀。該地發現了大量的化石碎片。
Seiffert將里斯本鱷敘述成鱗龍超目蛇蜥類的一屬，包含兩個種：L. estesi、L. mitracostatus。他在第一份研究中將L. mitracostatus分成兩個亞種，但第二份研究中則沒有。在1983年，Estes將里斯本鱷列為蜥蜴亞目的未定位物種。在1991年，Milner與Evans將L. estesi重新敘述成手盜龍類，特別是早期初鳥類或傷齒龍科；他們也將保存狀態更差的L. miracostatus列為疑名。Buscalioni與Evans等人修正這個分類，他們發現L. estesi與一個早白堊紀的鱷形超目化石（編號LH 7991）有接近親緣關係；編號LH 7991化石是在西班牙Las Hoyas發現的。他們也支持將L. miracostatus列為疑名。
在2004年，Schwarz與Fechner證實L. mitracostatus的牙齒與破碎化石是在Porto Dinheiro所發現，而且在1973年到1982年間於Guimarota發現了新的顱頂與下頜化石。他們利用所有的L. mitracostatus標本建立起新屬，盧西塔尼鱷（Lusitanisuchus mistracostatus）。
在2008年，Schwarz與Fechner敘述一個發現於西班牙昆卡省Uña煤礦層的齒骨。從牙齒證實它屬於盧西塔尼鱷，年代屬於白堊紀早期的巴列姆階。科學家從這個齒骨得知盧西塔尼鱷屬於新鱷類。